# 董瑋
董瑋（英語：Stephen Tung Wai，1958年2月6日—），原名董雲瑋，暱稱阿弟，香港著名武術及動作指導兼導演。曾參與多部電影及電視劇演出，後專注電影幕後工作，2024年其演出電影《武替道》上映，為自1992年《神槍手與咖喱雞》後事隔三十二年再次擔綱主角。他擔任動作指導的最大特色，就是非常強調動作及故事合一。

## 簡介
董瑋是浙江省寧波人，生於上海，四歲移居香港，而父母留在上海。因家境問題而被爺爺安排到春秋戲劇學校隨粉菊花學京劇，擅長北派武功，並諳詠春拳術。他在十一歲才被爺爺送到一般小學入讀一年級。可以入學的原因出於其姑姐向爺爺提出請求。當董讀至小學三年級便輟學，把時間都放在學習京劇方面。由於董的爺爺認為不用唸書也可以白手興家，所以不打算讓董在一般學校學習。學有所成以後，董瑋於1965年開始從影。在嚴俊導演的《七七敢死隊》演童角。16歲開始轉當龍虎武師，經常做替身。後來他到台灣發展，很快便升任武術指導。
1981年加入無線電視以部頭合約形式演出電視劇。電視成名作《英雄出少年》中，他飾演的方世玉大獲好評，甚得當時觀眾的喜愛。之後獲監製邱家雄 及 李鼎倫 賞識，挑大樑擔任《戲班小子》、《花艇小英雄》、《豹子膽》等劇的男主角。
1984年離開無線，自此穿梭港、台兩地，為多部電影擔任動作指導工作，偶爾兼任演員。
董瑋首次導演作品為《驅魔警察》，之後還執導了《錯體追擊組合》、《殺手之王》及《地上最強》等三部動作片。
曾經十七次獲香港電影金像獎最佳動作指導提名，七次得獎（《神偷諜影》、《紫雨風暴》、《特務迷城》、《十月圍城》、《一个人的武林》、《湄公河行動》、《爆裂點》）。

## 電影獎項
- 第17届香港电影金像奖(1998) 最佳動作設計：董玮《神偷谍影》
- 第36届台湾电影金马奖(1999) 最佳动作指导：董玮《紫雨风暴》
- 第19届香港电影金像奖(2000) 最佳动作設計：董玮《紫雨风暴》
- 第21届香港电影金像奖(2002) 最佳动作设计：董玮、成家班《特务迷城》
- 第42届台湾电影金马奖(2005) 最佳动作设计：刘家良、董玮、熊欣欣《七剑》
- 第29届香港电影金像奖(2010) 最佳动作设计：董玮、李达超《十月围城》
- 第34届香港电影金像奖(2015) 最佳动作设计：甄子丹、董玮、元彬、严华《一个人的武林》
- 第36届香港电影金像奖(2017) 最佳动作设计：董玮《湄公河行動》
- 第42届香港电影金像奖(2024) 最佳动作设计：董玮《爆裂點》

## 獎項提名
- 第31届台湾电影金马奖最佳动作指导提名(1994) 江道海、董玮、潘建君《暴雨骄阳》
- 第15届香港电影金像奖最佳动作设计提名(1996) 元彬、孟海、董玮 《刀》
- 第16届香港电影金像奖最佳动作设计提名(1997) 董玮《新上海滩》
- 第34届台湾电影金马奖最佳动作指导提名(1997) 董玮《神偷谍影》
- 第35届台湾电影金马奖最佳动作指导提名(1998) 董玮《殺手之王》
- 第18届香港电影金像奖最佳动作设计提名(1999) 董玮《杀手之王》
- 第18届香港电影金像奖最佳动作设计提名(1999) 董玮《幻影特工》
- 第38届台湾电影金马奖最佳动作设计提名(2001) 董玮、成家班《特务迷城》
- 第22届香港电影金像奖最佳动作设计提名(2003) 董玮《想飛》
- 第23届香港电影金像奖最佳动作设计提名(2004) 董玮《双雄》
- 第25届香港电影金像奖最佳动作设计提名(2006) 刘家良、董玮、熊欣欣《七剑》
- 第26届香港电影金像奖最佳动作设计提名(2007) 董玮《墨攻》
- 第28届香港电影金像奖最佳动作设计提名(2009) 董玮《畫皮》
- 第47届台湾电影金马奖最佳动作设计提名(2010) 董玮、李达超《十月围城》
- 第30届香港电影金像奖最佳动作设计提名(2011) 董玮《剑雨》
- 第51届台湾电影金马奖最佳动作设计提名(2014) 甄子丹、董玮、元彬、严华《一个人的武林》
- 第34届香港电影金像奖最佳动作设计提名(2015) 董玮《白髮魔女傳之明月天國》
- 第39屆香港電影金像獎最佳動作設計提名(2020) 董瑋《征途》
- 第41屆香港電影金像獎最佳動作設計提名(2023) 林峰、董瑋《長津湖之水門橋》

## 獎項評審
- 第50届台湾电影金马奖影片評審(2013) 董玮

## 电影

### 導演作品
- 1990年：驱魔警察
- 1995年：错体追击组合／猎狐
- 1998年：殺手之王
- 2001年：地上最强

### 制片
- 1995年：错体追击组合/猎狐

### 执行监制
- 1994年：暴雨骄阳
- 1995年：错体追击组合

### 動作設計作品
- 1977年：红衣冷血金面人
- 1978年：十八罗汉拳
- 1978年：铁首无情追魂令
- 1979年：神腿
- 1980年：搏扎
- 1981年：胆搏胆
- 1986年：英雄本色
- 1986年：双龙吐珠
- 1987年：灵幻先生
- 1987年：中华战士
- 1987年：江湖龙虎门
- 1988年：旺角卡门
- 1988年：好女十八嫁
- 1988年：火舞风云
- 1989年：专钓大鳄
- 1989年：一眉道人
- 1989年：捉鬼大师
- 1989年：孔雀王子
- 1990年：再战江湖
- 1990年：阿飞正传
- 1990年：朋党
- 1991年：五虎将之决裂
- 1991年：冲击天子门生
- 1991年：雷霆扫穴
- 1992年：油尖少爷
- 1992年：神枪手与咖喱鸡
- 1992年：辣手神探
- 1992年：双龙会
- 1992年：中国最后一个太监第二章告别紫禁城
- 1993年：杀人者唐斩
- 1993年：证人
- 1993年：爱在黑社会的日子
- 1993年：天长地久
- 1994年：杀手的童话
- 1994年：伦文叙老点柳先开
- 1994年：暴雨骄阳
- 1995年：刀
- 1995年：错体追击组合
- 1995年：香江花月夜
- 1996年：新上海滩
- 1996年：龙在少林
- 1997年：神偷谍影
- 1997年：龙城正月
- 1998年：杀手之王
- 1998年：幻影特攻
- 1998年：玻璃之城
- 1999年：紫雨风暴
- 2000年：少年十五十六時
- 2001年：特务迷城
- 2001年：地上最强
- 2002年：想飛
- 2002年：二人三足
- 2002年：一碌蔗
- 2002年：英雄
- 2003年：天地英雄
- 2003年：双雄
- 2003年：刀枪不入一僧侣
- 2003年：安娜与武林
- 2004年：江湖
- 2004年：2046
- 2004年：救命
- 2005年：七剑／七剑下天山
- 2005年：如果·爱
- 2005年：无极
- 2006年：我要成名
- 2006年：墨攻
- 2006年：诡丝
- 2008年：画皮
- 2008年：花花型警
- 2008年：証人
- 2009年：花木蘭
- 2009年：十月围城
- 2009年：白銀帝國
- 2010年：功夫詠春
- 2010年：剑雨
- 2011年：万有引力
- 2012年：畫皮2
- 2012年：大魔術師
- 2013年：忠烈楊家將
- 2014年：白发魔女传之明月天国3D
- 2014年：一个人的武林
- 2015年：三城記
- 2016年：湄公河行動
- 2017年：明月幾時有
- 2019年：九龍不敗
- 2019年：素人特工
- 2020年：征途
- 2021年：長津湖
- 2022年：長津湖之水門橋
- 2023年：爆裂點
- 待上映：大鬧東海

### 特技演员
- 1987年：中华战士
- 1998年：幻影特攻
- 2001年：特务迷城
- 2002年：史酷比
- 2003年：双雄
- 2003年：天地英雄
- 2004年：2046
- 2004年：江湖
- 2005年：如果·爱
- 2006年：墨攻

### 演出作品
- 1965年：七十七敢死隊 飾 瑋瑋
- 1972年：霹靂拳 飾 谷剛
- 1972年：大军阀 飾 倒霉蛋
- 1973年：龙争虎斗 飾 向李小龍請教功夫的少年
- 1973年：潮州大風暴 飾 丘老頭手下
- 1973年：碼頭大決鬥 飾 李老闆手下
- 1975年：忠烈图 飾 日本倭寇
- 1975年：倾国倾城 飾 小太監
- 1975年：花飛滿城春 飾 小六子
- 1975年：拍案驚奇 飾 日本高手
- 1976年：阿茂正傳 飾 劫匪
- 1977年：洪熙官 飾 高進忠手下
- 1977年：四大門派 飾 達固倫親王部屬
- 1977年：陰陽血滴子 飾 官差
- 1977年：紅衣冷血金面人 飾 趙士英 (金老二)
- 1977年：快刀·亂麻·斬 飾 高沛青
- 1977年：鬼馬姑爺仔
- 1977年：飛女芝芝 飾 飛仔明
- 1977年：神腿 飾 方玉堂
- 1977年：人虎戀 飾 林少強
- 1977年：血玉 飾 燕子雄
- 1978年：鐵手無情追魂令 飾 皇甫長文
- 1979年：十八羅漢拳 飾 朱小蔥
- 1979年：戚繼光
- 1979年：清洪幫 飾 趙一山
- 1979年：醒目仔蛊惑招 (台譯：肥龍功夫精) 飾 功夫精 (張良)
- 1979年：十大弟子 飾 宮天鶴之子
- 1980年：搏扎 飾 何強
- 1981年：風流人物 飾 银柱子
- 1981年：皇帝與太監 飾 馬國柱
- 1984年：人嚇鬼 飾 阿貴
- 1984年：君子好逑 飾 缺氧德
- 1985年：超齡處男 飾 楊名聲
- 1985年：水儿武士 飾 武士
- 1990年：再戰江湖 飾 張一雷
- 1991年：衝擊天子門生 飾 警車司機
- 1992年：雙龍會 飾 貨車司機
- 1992年：辣手神探 飾 小高
- 1992年：神枪手与咖喱鸡 飾 咖喱雞 (江理基)
- 1992年：油尖少爺 飾 車主
- 1994年：黃飛鴻之五龍城殲霸 飾 張玉麟
- 1997年：自梳 飾 陳耀宗
- 1997年：熱血最強 飾 青面新
- 1999年：流星語 飾 貨車司機
- 1999年：半支煙 飾 70年代鬼見仇
- 1999年：千禧巨龍 叙述和李小龍一起的回憶 (嘉賓)
- 2001年：地上最強 飾 Takeshi Shinken
- 2002年：二人三足 飾 動作導演dee哥
- 2007年：我要成名 飾 動作指導
- 2009年：神槍手 飾 竹館華
- 2017年：以青春的名義 飾 張福偉
- 2024年：武替道 飾 李森
- 2025年：他年她日

## 电视剧
- 1981年：香港無線電視《飞鹰》飾 丁少白
- 1981年：香港無線電視《英雄出少年》飾 方世玉
- 1982年：香港無線電視《戲班小子》飾　馬如龍
- 1982年：香港無線電視《花艇小英雄》飾　汪小寶
- 1982年：香港無線電視《十三太保》飾　李存直
- 1983年：香港無線電視《豹子膽》飾　姚五
- 1983年：香港無線電視《三相逢》飾　狗仔
- 1983年：香港無線電視《老洞》飾　謝尚瑋
- 1984年：香港無線電視《寶芝林》飾 梁寬
- 1984年：香港無線電視《武林聖火令》飾 駱雲秀
- 1984年：香港無線電視《笑傲江湖》飾 林平之
- 1984年：台灣電視公司《江湖夜雨十年燈》飾 任棄
- 1984年：中華電視公司《魔鬼樹》飾 唐約希
- 1985年：台灣電視公司《床上木頭人》飾 田伯威
- 1986年：中華電視公司《雙雄奇緣》飾 馮剛
- 1989年：香港無線電視《劍客與靈童》（無線電視電影）飾 段十一
- 1998年：香港無線電視《新少林五祖》飾（客串） 黃師博

## 主唱作品
- 1985年：超齡處男(主題曲) 作曲：譚裕明　作詞：李再唐　主唱：董瑋

## 外部参考
- 董瑋網頁 （页面存档备份，存于）
- 董瑋在香港影庫上的簡介
- 動作指導董瑋吧 （页面存档备份，存于）